# PsychotekTrauma
PsychotekTrauma je portugalská elektronická kapela s prvky industrialu, založena v roce 2007.
Kapela nemá podepsanou smlouvu s vydavatelem, vydala zatím jediné EP s názvem Human, které obsahuje 4 skladby a je poskytnuto k volnému stažení na internetu. 
Kromě mini-alba Human vydala 28. března 2009 kapela ještě jednu skladbu s názvem Not Your Bitch (3:59).
Mezi skupiny, které ovlivnily PsychotekTrauma patří: Grendel, Aslan Faction, FabrikC, X-Fusion, Noisuf-X.

## Členové kapely

### Současní členové
- ISK (Ishkur) - veškerá hudba, vokál a texty skladeb, syntetizér
- Psycho Mantis - klávesy (živě), kytara (živě),
- Nelson K - bicí, klávesy (živě)

### Bývalí členové
- NPK - zpěv

## Diskografie

### EP
- Human (2007)